# BSV
BSV, i Boverkets handbok om snö- och vindlast beskrivs lastförutsättningar som kan användas vid dimensionering av konstruktioner som utsätts för snö- och vindlast. Sista versionen är BSV 97.

## Nu gällande regler
BSV ersattes 2011 av SS-EN 1990 (Eurokod 0, Laster på bärverk) och reglerna för deras tillämpning i Sverige, EKS.